# Geografija
Geografija (grč. γεωγραφία), znanost koja proučava prostornu stvarnost Zemljine površine. Naziv potječe iz klasične starine, a upućuje na prvotno značenje geografije, pa je prema tome nastala i riječ zemljopis. Najprihvatljivija definicija geografije bila bi da je to znanost koja proučava međuovisnost utjecaja prirodnih i društvenih procesa, uzročno objašnjavajući i niz pojava na Zemlji. Geografija tada nije bila znanost s određenim objektom i ciljem proučavanja, već neka vrsta opće enciklopedije o Zemlji. Riječ geografija prvi je skovao Eratosten oko 200. pr. Kr. kako bi označio opisno učenje o Zemlji.
Uz filozofiju i historiju (povijest), geografija pripada među najstarije znanosti ljudske civilizacije. Ona se za objašnjavanje geografskog prostora koristi metodama prirodnih i društvenih znanosti. S obzirom na raznoznačnost geoprostora, geografija je kao znanost vrlo kompleksna. To je jedina dualna ili mosna znanost, koja povezuje prirodne i društvene znanosti. Naziva se i svjetskom disciplinom.
Geografija je, dakle, sintetička znanost, koja spaja mnoga dostignuća brojnih znanosti radi objašnjavanja geografskog prostora. Ona pripada u skupinu prirodnih znanosti jer joj je osnovno polazište u prirodnim značajkama geoprostora.
Geografija kao znanost o geografskom prostoru (Zemljinoj površini) objašnjava raširenost, utjecaje i međuzavisnost svih najvažnijih prirodnih i društvenih čimbenika, koji sudjeluju u oblikovanju geoprostora kao cjeline ili njegovih prostornih dijelova (regija).

## Grane geografije

### Opća geografija
Kao sintetička znanost, geografija uključuje i analitičke studije određenih pojava i objekata Zemljine površine. Ukupnost svih grana analitičkih studija tvori opću geografiju. Prema tome, odnose li se analitička proučavanja na objekte i pojave prirodne sredine ili ljudske djelatnosti, opća se geografija dijeli na fizičku geografiju i antropogeografiju.

### Fizička geografija
Fizička geografija (ili fiziogeografija) dijeli se na geomorfologiju, hidrografiju, klimatologiju i biogeografiju. Ranije se u fizičku geografiju ubrajala i matematička, odnosno astronomska geografija s geodezijom i kartografijom, ali kako su se razvile u samostalne znanosti, to se ne mogu uključiti u sistem opće geografije iako je u geografskom radu praktično poznavanje njihovih principa neophodno potrebno. Geomorfologija proučava reljef Zemljine površine, a hidrografija vode. Zbog razlike između morskih, jezerskih i tekućih voda, hidrografija se dijeli na oceanografiju (oceani i mora), limnologiju (jezera) i potamologiju (rijeke). Klimatologija proučava klimu s geografskog stanovišta, tj. osobine i značenje klime za ostale objekte i pojave Zemljine površine. Napokon, biogeografija proučava značenje organskog svijeta na Zemljinoj površini, njegovu rasprostranjenost i uvjete rasprostranjenosti. Prema tome, je li težište na proučavanju flore ili faune, biljna geografija ili fitogeografija razlikuje se od životinjske geografije ili zoogeografije. Stoga su najvažnije grane fizičke geografije sljedeće:
|                   |                                      |                                    |                       |
| biogeografija     | ekogeografija i upravljanje okolišem | geodezija                          | geomorfologija        |
|                   |                                      |                                    |                       |
| glaciologija      | hidrologija i hidrografija           | klimatologija i paleoklimatologija | krajobrazna ekologija |
|                   |                                      |                                    |                       |
| kvartarna znanost | obalna geografija                    | oceanografija                      | pedologija            |
|                   |                                      |                                    |                       |
| paleogeografija   |                                      |                                    |                       |

### Antropogeografija
Glavni je geografski faktor na Zemljinoj površini ljudsko društvo, a međusobne odnose ljudskog društva i prirodne sredine na Zemlji proučava antropogeografija ili humanistička geografija. Budući da su aktivnosti ljudskog društva i prirodne sredine na Zemljinoj površini vrlo složene, najveći broj specijalnih grana i ogranaka geografije postoji upravo u antropogeografiji. Osim proučavanja stanovništva kao cjeline (demogeografija), ističe se geografija naselja, koja se njima bavi kao geografskom pojavom (osobito razvijen pravac koji proučava gradove – poleogeografija). Složene probleme gospodarske djelatnosti društva proučava ekonomska geografija (ima mnogo ogranaka i smjerova, npr. agrarna, industrijska, prometna geografija i dr.). Geografske uvjete historijskog razvoja proučava historijska geografija, a geografske pretpostavke i probleme političkih tvorevina (država) politička geografija. Medicinska geografija proučava geografsku raširenost pojedinih bolesti, higijenske uvjete života u pojedinim geografskim područjima i time omogućuje donošenje planskih mjera za poboljšanje zdravstvenih prilika u svijetu. Posebno područje antropogeografije čine strateška i vojna geografija. Najvažnije grane antropogeografije jesu sljedeće:
|                            |                            |                       |                       |
| ekonomska geografija       | historijska & vrem. geog.  | kulturna geografija   | medicinska geografija |
|                            |                            |                       |                       |
| polit. geog. & geopolitika | pop. geog. ili demografija | prometna geografija   | razvojna geografija   |
|                            |                            |                       |                       |
| religijska geografija      | socijalna geografija       | turistička geografija | urbana geografija     |
U različite pristupe području antropogeografije koji su nastali relativno nedavno mogu se ubrojiti:
- Bihevioralna geografija
- Feministička geografija
- Kulturna teorija
- Geozofija

### Ekološka geografija
Ekološka geografija je grana geografije koja opisuje prostorne aspekte interakcija između ljudi i prirodnog svijeta. Ona zahtjeva tradicionalne aspekte fizičke i antropogeografije kao i načine po kojima ljudska društva konceptualiziraju okolinu.
Ekološka geografija se pojavila kao most između fizičke i antropogeografije zbog rastuće specijalizacije navedena dva polja. Štoviše, kako se ljudski odnos prema okolini mijenjao kao posljedica globalizacije i tehnoloških promjena, uvidjela se potreba za novim pristupom radi razumijevanja promjena i dinamičkih odnosa. Primjeri istraživačkih polja u ekološkoj geografiji jesu upravljanje u kriznim situacijama, upravljanje okolišem, održivost i politička ekologija.

### Geomatika
Geomatika je grana geografije koja je nastala nakon kvantitativne revolucije u geografiji sredinom 1950-ih. U geomatici se koriste tradicionalne prostorne tehnike korištene u kartografiji i topografiji kao i njihova primjena na računala. Geomatika je postala prostrano polje s mnogim disciplinama koje koriste tehnike poput GIS-a i daljinskih istraživanja. Geomatika je također dovela do revitalizacije pojedinih geografskih odsjeka posebice u Sjevernoj Americi gdje je ovaj predmet bio u silaznoj putanji tijekom 1950-ih.
Geomatika obuhvaća velika područja koja uključuju prostornu analizu poput kartografije, geografskih informacijskih sustava (GIS), daljinskih istraživanja i globalnih pozicijskih sustava (GPS).

### Regionalna geografija
Sve navedene specijalnosti, grane i ogranci opće geografije, odnosno fizičke i antropogeografije, imaju analitičko značenje, te se s obzirom na objekt, cilj i zadatke geografske znanosti koriste kao pomoćne discipline. Kompleksno proučavanje prostorne stvarnosti na Zemljinoj površini, tj. osnovni i bitni dio geografskog rada, oslanja se djelomično na opće rezultate tih analitičkih studija, ako ih ima. Budući da prostorna stvarnost Zemljine površine, tj. osobine prirodne sredine, i društveno-ekonomska i kulturna nadgradnja, nisu jednolike, već sastavljene od prostorno raznolikih i vremenski promjenljivih individualnih cjelina ili geografskih područja, upotrebljava se za kompleksno bitno geografsko proučavanje i naziv regionalna geografija. Glavni postupak u regionalnoj geografiji je regionalizacija koja pokriva odgovarajuće tehnike prostornog razgraničenja među regijama.

### Srodna područja
- Urbanističko planiranje, regionalno planiranje i prostorno planiranje: ove discipline koriste geografsku znanost radi asistiranja u određivanju kako razvijati (ili ne razvijati) zemlju da bi se dostigli određeni kriteriji poput sigurnosti, ljepote, ekonomskih mogućnosti, očuvanja izgrađene i prirodne baštine i tako dalje. Planiranje gradova i ruralnih područja može se smatrati primijenjenom geografijom.
- Regionalna znanost: tijekom 1950-ih pojavio se pokret regionalne znanosti pod vodstvom Waltera Isarda, a glavni cilj tog pokreta bilo je osiguravanje veće kvalitativne i analitičke baze u geografskim pitanjima nasuprot deskriptivnim nastojanjima tradicionalnih geografskih programa. Regionalna znanost obuhvaća korpus znanja u kojem prostorna dimenzija ima fundamentalnu ulogu poput regionalne ekonomike, upravljanja resursima, teorije lokacije, urbanističkog i regionalnog planiranja, prometa i komunikacija, antropogeografije, populacijske distribucije, krajobrazne ekologije i kvalitete okoliša.
- Interplanetarne znanosti: dok je disciplina geografije obično zaokupljena Zemljom, ovaj se termin neslužbeno koristi za opisivanje istraživanja drugih svjetova poput planeta u Sunčevom sustavu ili čak izvan njega. Istraživanje sustava većih od same Zemlje obično čini dio astronomije ili kozmologije. Istraživanje drugih planeta obično se naziva planetologijom (planetarnom znanošću). Predlagali su se i alternativni termini poput areologije (proučavanje Marsa), no njihova se uporaba nije proširila.

## Geografske tehnike
Budući da su prostorni međuodnosi ključni u ovoj sinoptičkoj znanosti, karte su njeno ključno oruđe. Klasična kartografija se modernijim pristupom pridružila geografskoj analizi, geografskim informacijskim sustavima (GIS) temeljenim na uporabi računala.
U svojem radu geografi koriste četiri međuodnosna pristupa:
- sistematski - grupira geografsko znanje u kategorije koje se mogu globalno istraživati.
- regionalni - proučava sistematične veze među kategorijama za pojedine regije ili mjesta na planetu.
- deskriptivni - jednostavno navodi lokacije obilježja i populacija.
- analitički - ispituje zašto se pronalaze obilježja i populacije u određenom geografskom prostoru.

### Kartografija
Kartografija se bavi prikazivanjem Zemljine površine pomoću apstraktnih simbola. Iako druge geografske subdiscipline koriste karte u prikazivanju vlastitih analiza, samo stvaranje karata je dovoljno apstraktno da se promatra zasebno. Kartografija je iz skupa nacrtnih tehnika narasla u stvarnu znanost.
Kartografi moraju učiti kognitivnu psihologiju i ergonomiku kako bi razumjeli koji simboli najbolje predstavljaju informacije o Zemlji, te bihevioralnu psihologiju kako bi potaknuli čitatelje svojih karata da reagiraju na informaciju. Oni moraju također učiti geodeziju i prilično naprednu matematiku kako bi razumjeli kako oblik Zemlje utječe na iskrivljenost simbola na karti projiciranih na ravnu plohu radi preglednosti. Može se reći, bez mnogo polemike, da je kartografija neosporno sjeme iz kojega raste velik dio polja geografije. Većina će geografa navesti očaranost kartama u djetinjstvu kao rani znak da su završili u tom području.

### Geografski informacijski sustavi
Geografski informacijski sustav bavi se pohranom informacija o Zemlji radi automatske obrade računalom na pouzdan način prikladan svrsi informacije. Osim svih ostalih subdisciplina geografije, GIS stručnjaci moraju razumjeti računarstvo i sustave baze podataka. GIS je toliko revolucionirao područje kartografije da se svaka izrada karata radi uz pomoć nekog oblika GIS softvera. GIS se također odnosi na znanost uporabe GIS softvera i GIS tehnika radi prikazivanja, analiziranja i predviđanja prostornih odnosa. U tom smislu GIS označava geografsku informacijsku znanost.

### Daljinska istraživanja
Daljinska istraživanja mogu se definirati kao umijeće i znanost prikupljanja informacija o obilježjima Zemlje na način da se mjerenja izvode na daljinu. Podaci prikupljeni daljinskim istraživanjima dolaze u raznim oblicima poput satelitskih i zračnih snimaka, te podataka prikupljenih priručnim instrumentima. Geografi sve više koriste podatke iz daljinskih istraživanja kako bi prikupili informacije o Zemljinoj površini, oceanima i atmosferi jer: a) pružaju objektivnu informaciju u raznolikim prostornim mjerilima (od lokalnog do globalnog), b) osiguravaju sinoptički pogled na interesno područje, c) omogućuju pristup udaljenim i/ili nepristupačnim mjestima, d) osiguravaju spektralnu informaciju izvan vidljivog dijela elektromagnetskog spektra i e) olakšavaju istraživanja o promjeni obilježja/područja u vremenu. Podaci iz daljinskih istraživanja mogu se analizirati neovisno ili u konjunkciji s ostalim slojevima digitalnih podataka (npr. u geografskom informacijskom sustavu).

### Geografske kvantitativne metode
Geostatistika se bavi analizom kvantitativnih podataka, posebice primjenom statističke metodologije u istraživanju geografskih fenomena. Geostatistika se opširno koristi u raznim poljima koja uključuju: hidrologiju, geologiju, istraživanje nafte, vremensku analizu, urbanističko planiranje, logistiku i epidemiologiju. Matematička osnova za geostatistiku proizlazi iz grupne analize, linearne diskriminantne analize i neparametrijskih statističkih testova, te brojnih drugih područja. Primjene geostatistike počivaju uvelike na geografskim informacijskim sustavima posebice u interpolaciji (procjeni) nemjerenih točaka. Geografi trenutno značajno doprinose metodi kvantitativnih tehnika.

### Geografske kvalitativne metode
Geografske kvalitativne metode ili tehnike etnografskog istraživanja koriste antropogeografi. U kulturnoj geografiji postoji tradicija primjene tehnika kvalitativnog istraživanja koje se također koriste u antropologiji i sociologiji. Sudioničko promatranje i produbljeni intervjui služe antropogeografima u prikupljanju kvalitativnih podataka.

## Povijest geografije
Najstarije poznate karte svijeta potječu iz 9. stoljeća pr. Kr., a pripadale su Babiloncima. Težnja za spoznajom prostornog rasporeda svih pojava na Zemljinoj površini seže u najdalju poznatu prošlost, ali je ona ostvarena tek u antičkoj Grčkoj. Hipokrat, Aristotel, Hiparh, osobito Eratosten (jedan od prvih koji je mjerio promjer Zemlje), nastojali su objasniti opće fenomene Zemlje kao cjeline. Kasnije se Agripa (astronom), Strabon i Plinije Stariji, prema praktičnim potrebama (ekspanzija Rimskog Carstva), orijentiraju na opise zemalja. Dok je prva, starija geografska orijentacija gotovo isključivo prirodoznanstvena i spekulativna, druga je prakticistička i opisna, s osobitim naglaskom na čovjeku i njegovu djelovanju na Zemlji. Od 3. stoljeća, kineske metode geografskih istraživanja i njihova geografska literatura mnogo su složeniji nego u Europi toga vremena, što je slučaj sve do 13. stoljeća.
U srednjem vijeku orijentalna, arapska geografija nastavlja uglavnom prirodoznanstvenu antičku tradiciju. Proširenje općih saznanja nadopunjeno je tada i značajnijim opisima, prakticističkim radovima (Masudi, Al Idrisi, Ibn Battuta, Ibn Khaldun). Europska srednjovjekovna geografija (kozmografija) zaostaje za antičkom i arapskom geografijom. Nakon putovanja Marka Pola te ponovnim oživljavanjem interesa za djela antičkih pisaca (osobito nakon velikih geografskih otkrića) počinje življi rad koji ima samo opisno značenje, s velikim balastom suvišnih pojedinosti i neobičnih, često fantastičnih priča i opisa.
U 17. i 18. st., zbog napretka tehničkih znanosti (1617. prva triangulacija, 1682. Cassinijeva nova karta svijeta), postaje horizont geografskih saznanja širi (Bernhard Varenius), ali se sav geografski rad još ograničuje na opisno-statistički pregled pojedinih država. Tek radovi njemačkih geografa Alexandera von Humboldta (1769. – 1859.) i Karla Rittera (1779. – 1859.) stvaraju potpuno nove osnove za razvoj geografije, koja otada postaje znanstvena disciplina. A. Humboldt i K. Ritter smatraju se osnivačima moderne znanstvene geografije, jer su za cilj geografije postavili objašnjavanje uzročnosti predmeta i pojava koji se javljaju u prostoru. Prema Humboldtu, glavno značenje ima usporedno proučavanje prirodne sredine, jer "čovjek zavisi od prirode i njoj se prilagođuje". K. Ritter, naprotiv, polazi od djelatnosti čovjeka i prema njoj određuje značenje i osobine pojedinih dijelova Zemlje. Tim se smjerom razvijala geografija u drugoj polovici 19. st., ali je zbog snažnog razvitka prirodnih nauka prevladala prirodoznanstvena orijentacija, osobito u općoj geografiji (fizička geografija).
Antropogeografija je s Friedrichom Ratzelom (1844. – 1904.) počela jačati humanistički smjer u geografiji, ali se ipak nije razvila ni osamostalila kao fizička geografija, jer je teško bilo točno razgraničiti predmet proučavanja i naći prave metode rada. Neki su antropogeografi smatrali njezinim objektom samo pojave materijalne ljudske aktivnosti, a drugi i kulturne, političke, religiozne, psihičke i dr. Dualizam u geografiji (odvajanje fizičke od antropogeografije) nije se mogao održati, jer je nastao kao posljedica nedostatka jedinstvenog školovanja. Gotovo su sve novoosnovane katedre iz geografije na sveučilištima popunjavali u drugoj polovici 19. st. stručnjaci iz drugih srodnih znanosti. Tek potkraj 19. i na početku 20. st. nove generacije geografskih stručnjaka ističu jedinstvo geografske nauke. U Francuskoj Vidal de La Blache udara temelje modernoj regionalnoj geografiji, koja je dala niz dobrih sintetičko-geografskih studija. U Njemačkoj je obilježen nov smjer pojavom A. Hettnera. Velika potreba za sintetičkim geografskim radovima, osobito za Prvoga svjetskog rata, potakla je razvoj, moderne, jedinstvene geografije u Engleza, Amerikanaca, Rusa i drugih naroda, a to je pojačano poslije Drugog svjetskog rata.

## Poznati geografi
- Eratosten (276. pr. Kr. - 194. pr. Kr.), smatra se ocem geografije; izračunao opseg Zemlje.
- Ptolomej (o. 90. – o. 168.), prikupio grčko i rimsko znanje u knjigu Geographia.
- Gerardus Mercator (1512. – 1594.), inovativni kartograf koji je osmislio Mercatorovu projekciju
- Alexander von Humboldt (1769. – 1859.), smatra se ocem moderne geografije; objavio Kosmos i utemeljio područje biogeografije.
- Carl Ritter (1779. – 1859.), smatra se ocem moderne geografije. Prvi pročelnik Katedre za geografiju na Sveučilištu u Berlinu.
- Arnold Henry Guyot (1807. – 1884.), zabilježio strukturu ledenjaka i unaprijedio razumijevanje gibanja ledenjaka, posebice u brzom ledenom toku.
- William Morris Davis (1850. – 1934.), otac američke geografije. Razvio shvaćanje ciklusa erozije.
- Paul Vidal de La Blache (1845. – 1918.), utemeljitelj francuske škole geopolitike i autor principa antropogeografije.
- Sir Halford John Mackinder (1861. – 1947.), suosnivač Londonske škole ekonomije i Geografskog udruženja
- Walter Christaller (1893. – 1969.), antropogeograf i pronalazač teorije centralnog mjesta.
- Yi-Fu Tuan (1930. – ), kinesko-američki znanstvenik smatra se osnivačem discipline humanističke geografije.
- David Harvey (1935. – ), marksistički geograf i autor teorija o prostornoj i urbanoj geografiji.
- Edward Soja (rođen 1941.), poznat po svojem radu na regionalnom razvitku, planiranju i vladanju, te kovanju termina sinekizam i postmetropolis.
- Michael Frank Goodchild (1944. – ), istaknuti stručnjak u GIS-u i dobitnik RGS founder's medal 2003. godine.
- Doreen Massey (1944. – ), ključna stručnjakinja u prostoru i mjestima globalizacije i njenim raznolikostima, dobitnica Ludove nagrade.
- Nigel Thrift (1949. – ), začetnik nereprezentacionalne teorije.

## Geografske institucije i društva
- Geografski institut Antona Melika (Slovenija)
- Geografsko društvo Slovenije
- Hrvatsko geografsko društvo
- National Geographic Society (SAD)
- Royal Geographical Society (UK)
- Société de Géographie (Francuska)
- Kraljevsko belgijsko geografsko društvo
- Kraljevsko dansko geografsko društvo
- Kraljevsko nizozemsko društvo
- Harvardsko geografsko društvo
- Egipatsko geografsko društvo
- Lisabonsko geografsko društvo

## Publikacije
- Acta Geographica Croatica
- African Geographical Review
- Geografski horizont
- Geographical Review
- Hrvatski geografski glasnik

## Geografija u Hrvatskoj
Geografija u Hrvatskoj ima značajnu odgojnu i znanstveno-istraživačku ulogu. Hrvatski geografi zaposleni su u obrazovnim ustanovama (osnovne, srednje, više i visoke škole), javnim tvrtkama za upravljanje i gospodarenje prostorom, zavodima za prostorno planiranje i uređenje, katastarskim uredima, kartografskim i geoinformatičkim ustanovama, zavodima za statistiku, Hrvatskoj vojsci, tijelima državne uprave te lokalne uprave i samouprave, znanstvenim ustanovama, turističkim organizacijama, zavodima za zaštitu kulturne i povijesne baštine, leksikografiji, izdavaštvu i medijima. Najpoznatije geografske organizacije u Hrvatskoj su Geografski odsjek PMF-a Sveučilišta u Zagrebu, Odjel za geografiju Sveučilišta u Zadru, te krovno strukovno udruženje Hrvatsko geografsko društvo. Geografska znanost ima velik društveni značaj što se može vidjeti po tome da je obavezan predmet u drugoj polovici osnovnoškolskog obrazovanja, te u cijelom srednjoškolskom obrazovanju.
Počeci razvoja geografije u Hrvatskoj mogu se vidjeti već 1673. godine kada Stjepan Glavač izdaje u bakrotisku originalnu prvu domaću kartu Hrvatske. U isto se doba javljaju prvi geografski radovi o Hrvatskoj, ali ih izdaju stranci, Austrijanci i Talijani. Tek 1843. godine Dragutin Seljan izdaje Zemljopis pokrainah ilirskih, prvi rad na hrvatskom jeziku iz područja geografije. Ubrzo zatim javljaju se i drugi autori koji pišu o geografskim temama. Međutim glavnu prekretnicu u hrvatskoj geografiji učinio je Petar Matković koji je 1883. godine osnovao Katedru za geografiju na Mudroslovnom fakultetu u Zagrebu. Ovime je omogućeno visokoškolsko obrazovanje budućih geografa u vlastitoj sredini i na vlastitom jeziku. Stvorena je osnova za znanstveni rad i izdavanje geografskih udžbenika domaćih stručnjaka na hrvatskom jeziku. Geografsku djelatnost nakon Matkovića nastavljaju Milan Šenoa (osnivač Geografskog instituta), Artur Gavazzi, a nakon Drugog svjetskog rata Josip Roglić i drugi.

## Više informacija
| Portal:Geografija | Portal Geografija |

- Geograf
- Geografska karta
- Geografski članci u izradi
- Geografski leksikon
- Geografsko preimenovanje
- Karta svijeta
- Navigator
- Popis geografa
- Popis istraživača